# 1907 en chimie
Cet article présente les faits marquants de l'année 1907 en chimie.

## Évènements
- 13 juillet : le chimiste belge Leo Hendrik Baekelanddépose une demande de brevet pour la bakélite[1], l'un des premiers plastiques commercialisés à grand succès[2],[3].
- 4 novembre : le chimiste français Georges Urbain annonce sa découverte du lutécium à l'Académie des sciences, dont le nom et dérivé de l'ancien nom de Paris : Lutèce[4],[5]. Il est découvert indépendamment par Carl Auer von Welsbach à Vienne et Charles James aux États-Unis.

- Le chimiste allemand Fritz Hofmann trouve le moyen de fabriquer du caoutchouc synthétique à partir d'isoprène[2].
- Le chimiste allemand Hermann Staudinger réalise la première synthèse des β-lactames[6].
- L'ingénieur anglais Henry Round met en évidence l'électroluminescence du carbure de silicium soumis à une électrisation par contact ponctuel[7].
- Julius Tafel propose sa loi empirique[8].

## Prix
- Prix Nobel de chimie : Eduard Buchner pour ses recherches en biochimie et la découverte de la fermentation en l'absence de cellules[9],[10].
- Médaille Davy : Edward Morley sur la base de ses contributions à la physique et à la chimie, et en particulier pour ses déterminations des poids atomiques relatifs de l'hydrogène et de l'oxygène[11],[12].
- Faraday Lectureship : Hermann Emil Fischer[13]
- Médaille William-H.-Nichols : Howard B. Bishop[14]

## Naissances
- 18 septembre : Edwin McMillan (mort en 1991), physicien américain, prix Nobel de chimie en 1951.
- 2 octobre : Alexander Robert Todd (mort en 1997), chimiste britannique, prix Nobel de chimie en 1957.
- 19 novembre : Adrien Albert (mort en 1989), chimiste reconnu durant la Seconde Guerre mondiale pour ses travaux sur l'acridine et la chimie des hétérocycles.
- Irwin Stone (mort en 1984), biochimiste, ingénieur chimiste américain.

## Décès
- 2 février : Dmitri Mendeleïev (né en 1834), chimiste russe, inventeur de la classification périodique des éléments actuelle.
- 5 février : Nikolaï Menchoutkine (né en 1842), chimiste russe.
- 20 février : Henri Moissan (né en 1852), pharmacien français, prix Nobel de chimie en 1906[9],[15].
- 18 mars : Marcellin Berthelot (né en 1827), chimiste et homme politique français (chimie organique).
- 14 juillet : William Henry Perkin (né en 1838), chimiste anglais.